# Paul Robineau
Paul A. Robineau war ein französischer Ruderer.

## Karriere
Paul Robineau gewann zusammen mit Alfred Plé bei den Europameisterschaften 1924 die Silbermedaille im Doppelzweier. Vierer mit Steuermann. Bei den Olympischen Sommerspielen 1928 trat er mit Maurice Caplain in der Doppelzweier-Regatta an. Das Duo schied im Hoffnungslauf der 2. Runde aus.